# Eiði (gmina)
Eiði (far. Eiðis kommuna) – gmina na Wyspach Owczych, duńskim terytorium zależnym na Oceanie Atlantyckim. Przyległymi gminami są: Sunda oraz Runavíkar kommuna.
Eiðis kommuna leży w północnej części wyspy Eysturoy, nad wodami Oceanu Atlantyckiego od północy i cieśniny Sundini od południa. Ma powierzchnię 37,2 km². Według danych z 1 stycznia 2014 roku zamieszkuje ją 679 ludzi.
W skład gminy wchodzą trzy miejscowości, z których jedna jedynie ma powyżej 100 mieszkańców. Wszystkie zlokalizowane są wzdłuż Sundini.
Eiði, po farersku oznacza przesmyk.

## Historia
Eiðis sóknar kommuna była pierwszą gminą obejmującą tereny dzisiejszej Eiðis kommuna. Powstała ona w roku 1894, będąc wcześniej (od 1892) częścią Eysturoyar Prestagjalds kommuna. Gmina ta rozpadła się na dwie – Sunda i Eiðis kommuna. W jej skład weszły początkowo także tereny gminy Sund, jednak w 1944 jednostka się odłączyła. Od tamtej pory powierzchnia Eiðis kommuna nie uległa zmianie.
Burmistrzem gminy, od 2012 roku jest Jógvan í Skorini z Partii Ludowej.

## Populacja
Liczba osób zamieszkujących gminę Eiði wynosiła w roku 2014 677 osób. Współczynnik feminizacji jest niski i wynosi nieco mniej niż 85 (na 368 mężczyzn przypada 311 kobiet). Około 27,5% populacji stanowią ludzie poniżej dwudziestego roku życia, zaś osoby, które przekroczyły sześćdziesiąty rok życia stanowią 20,5%.
Liczba ludności gminy Eiði waha się od roku 1960 między 581 osobami a 720. Ma to między innymi związek z niżem demograficznym, wywołanym wysoką emigracją do Danii, którą spowodował kryzys gospodarczy w połowie lat 90. XX wieku. Obecnie do spadku liczby ludności przyczynia się głównie ujemne saldo migracji, zwykle bowiem występuje tam przyrost naturalny (nie licząc lat: 1992, 1998, 2004 i 2008, kiedy wystąpił niewielki ubytek).

## Polityka
Burmistrzem Eiðis kommuna od 2012 roku jest Jógvan í Skorini startujący z list Sambandsflokkurin. Jest to jedna z dwóch partii, która ma swoich przedstawicieli w samorządzie gminnym, składającym się z siedmiu radnych. Prócz Partii Unii, w jego skład wchodzi również Partia Ludowa. Ostatnie wybory samorządowe na Wyspach Owczych odbyły się w 2012 roku. Ich wyniki przedstawiały się następująco:
| Lista | Nazwa partii                                   | Głosy | Procent | Mandaty | Mandaty |
| ----- | ---------------------------------------------- | ----- | ------- | ------- | ------- |
| A     | Partia Ludowa (Fólkaflokkurin)                 | 223   | 49,89   | 4       | +1      |
| C     | Partia Socjaldemokratyczna (Javnaðarflokkurin) | 196   | 43,85   | 3       | +3      |
| B     | Partia Unii (Sambandsflokkurin)                | 28    | 6,26    | 0       | -4      |
|       | Suma                                           | 451   | 100     | 7       | 0       |

| Lista A        | Lista A                    | Lista A        | Lista B           | Lista B                    | Lista B           | Lista C           | Lista C                | Lista C           |
| Fólkaflokkurin | Fólkaflokkurin             | Fólkaflokkurin | Sambandsflokkurin | Sambandsflokkurin          | Sambandsflokkurin | Javnaðarflokkurin | Javnaðarflokkurin      | Javnaðarflokkurin |
| Nr             | Kandydat                   | Głosy          | Nr                | Kandydat                   | Głosy             | Nr                | Kandydat               | Głosy             |
| -------------- | -------------------------- | -------------- | ----------------- | -------------------------- | ----------------- | ----------------- | ---------------------- | ----------------- |
| 1.             | Rólant Poulsen             | 66             | 1.                | Suni í Kollsbyrgi          | 0                 | 1.                | Tom Joensen            | 17                |
| 2.             | Poul Johannes Ellingsgaard | 1              | 2.                | Sigga Vesturtún            | 1                 | 2.                | Sigfríður Abrahamsen   | 3                 |
| 3.             | Nikkel Nielsen             | 1              | 3.                | Poul Johannes Ellingsgaard | 2                 | 3.                | Olaf Fríðheim          | 8                 |
| 4.             | Konrad Joensen             | 38             | 4.                | Olaf í Garði Joensen       | 1                 | 4.                | Magnus Magnussen       | 30                |
| 5.             | Jógvan í Skorini           | 47             | 5.                | Marjun Sørensen            | 0                 | 5.                | Katrin Højsted         | 1                 |
| 6.             | Jóannis Grímur Hammer      | 28             | 6.                | Marita Reinert Mohr        | 0                 | 6.                | Jógvan Olivur Kallsoy  | 8                 |
| 7.             | Ingun Mørkøre              | 17             | 7.                | Kári Poulsen               | 0                 | 7.                | Jens Pauli G. Nolsøe   | 31                |
| 8.             | Annika Egholm              | 21             | 8.                | Jógvan K. Mørkøre          | 21                | 8.                | Hildibjarta Jacobsen   | 26                |
|                |                            |                | 9.                | Helfrid Poulsen            | 0                 | 9.                | Hans Jákup D. Johansen | 34                |
|                |                            |                | 10.               | Hallur Ejdesgaard Fláaberg | 1                 | 10.               | Annvør Jacobsen        | 38                |
|                |                            |                | 11.               | Arthur Ellingsgaard        | 2                 |                   |                        |                   |
|                | Lista                      | 4              |                   | Lista                      | 0                 |                   | Lista                  | 0                 |

Frekwencja wyniosła 87,82% (spośród 509 osób uprawnionych głos oddało 451). Oddano 2 głosy nieważne i 2 puste. Pogrubieni zostali obecni członkowie rady Eiðis kommuna.

## Miejscowości wchodzące w skład gminy Eiði
| Miejscowość | Liczba mieszkańców (01.01.2014) | Krótki opis | Zdjęcie              |
| ----------- | ------------------------------- | --- | -------------------- |
| Eiði        | 612                             | Największa miejscowość gminy. Mieszka ponad 90% jej populacji. Jest to administracyjna stolica Eiðis kommuna, tam urzęduje jej burmistrz. Miejscowość położona jest na przylądku Eiðiskollur i jest jednym z najdalej wysuniętych na północ punktów archipelagu. W 1881 wzniesiono tam kamienny kościół luterański, zbudowany z okazji stulecia istnienia miejscowości. | Eiði zimą.           |
| Ljósá       | 27                              | Miejscowość, nazywana czasem Ljósáir, założona została w 1840 roku. W 1979 powstał tam port o długości 44 metrów. | Ljósa zimą.          |
| Svínáir     | 40                              | Podobnie jak Ljósa miejscowość została założona w 1840 roku. W przeciwieństwie do dwóch poprzednich osad jej populacja wzrasta, do 2010 roku była najmniejszą miejscowością w gminie. | Svínáir w roku 2010. |